# هرازيجان (مقاطعة دليجان)
هرازيجان (بالفارسية: هرازیجان) هي قرية تقع في مركزي في إيران. يقدر عدد سكانها بـ 66 نسمة بحسب إحصاء 2016.